# Joaquim Delclòs i Urgell
Joaquim Delcòs i Urgell va néixer a Barcelona el 23 d'agost de 1945. Ha dedicat la seva vida professional a la Cardiologia i a la Cirurgia Cardíaca. Els serveis com a metge els ha desenvolupat preferentment en l'Hospital del Mar de Barcelona. La seva dedicació principal ha estat el món de l'estimulació cardíaca, amb més de 5000 marcapassos implantats. Com a escriptor va fer els seus primers passos en descobrir un llegat documental del seu avi, un diari que va escriure al llarg dels sis mesos i un dia de reclusió que va passar a la presó Model de Barcelona, imposats en un consell de guerra arran de la publicació del poema "L'allau", que es va publicar en el número extraordinari de La Tralla dedicat a l'onze de setembre de 1922. Posteriorment ha fet una primera incursió al gènere de la novel·la.

## Publicacions
- Sis mesos i un dia (Diari de presó), Editorial La Desclosa, Barcelona, 2015
- I res no ens farà mal, Editorial La Desclosa, Barcelona, 2017